# Train suburbain de Budapest
 (décembre 2023).
Pour les articles homonymes, voir HEV.
Le train suburbain de Budapest (en hongrois, Budapesti Helyiérdekű Vasút), BHÉV ou HÉV de Budapest est un réseau au gabarit ferroviaire de transport en commun desservant Budapest et son agglomération. Il est exploité par la société publique Budapesti Közlekedési Zrt.
L'expression hongroise helyiérdekű vasút (HÉV), en français : « chemin de fer à intérêt local », désigne aussi d'autres lignes locales en Hongrie.